# Salzstelle bei Hecklingen
Salzstelle bei Hecklingen este o arie protejată (arie specială de conservare — SAC, sit de importanță comunitară — SCI) din Germania întinsă pe o suprafață de 35 ha, integral pe uscat.

## Localizare
Centrul sitului Salzstelle bei Hecklingen este situat la coordonatele 51°50′42″N 11°33′27″E / 51.845°N 11.5575°E.

## Înființare
Situl Salzstelle bei Hecklingen a fost declarat sit de importanță comunitară în octombrie 2000 pentru a proteja 2 specii de animale. Situl a fost protejat și ca arie specială de conservare în decembrie 2018.

## Biodiversitate
Situată în ecoregiunea continentală, aria protejată conține 1 habitat natural: Pășuni continentale udate de apa mării.
La baza desemnării sitului se află mai multe specii protejate de  nevertebrate (2): Vertigo angustior, Vertigo moulinsiana
Pe lângă speciile protejate, pe teritoriul sitului au mai fost identificate 5 specii de plante, 21 de specii de nevertebrate.